# Forster György (földbirtokos)
Forster György, Forster György Elek, 1908-tól gyulakeszi Forster György, (Lőrinte, Veszprém vármegye, 1891. február 9. – Nógrádsáp, Nógrád-Hont vármegye, 1944. november 5.) magyar jogász, földbirtokos, országgyűlési képviselő.

## Élete
1891-ben született a Veszprém vármegyei, mára megszűnt Lőrinte községben, római katolikus vallású, a hagyomány szerint angol eredetű családban. Apja Forster Elek földbirtokos volt, aki három parlamenti cikluson keresztül volt a tapolcai választókerületnek nemzetgyűlési, majd országgyűlési képviselője. Ő maga a középiskolái után Budapesten, a Pázmány Péter Tudományegyetemen szerzett államtudományi doktorátust az 1910-es évek elején, de folytatott jogi tanulmányokat Lipcsében, Berlinben és Párizsban is.
Pályáját a budapesti VI. kerületi járásbíróságnál kezdte meg, mint joggyakornok, majd a központi járásbírósághoz helyezték át, ahol hasonló munkakörben dolgozott 1914-ig, az első világháború kitöréséig. Ekkor önként jelentkezett harctéri szolgálatra, és 1914 októberétől a volt 11. közös huszárezred kötelékében harcolt, mint huszárzászlós. Több ütközetben is részt vett, könnyebb sebesülést is elszenvedett, 1916 júliusában azonban hadifogságba került.
Fogsága idején többek között a tomszki fogolytáborban raboskodott, ahol eleinte gyerekjátékok készítésével, majd kisebb asztalosmunkák vállalásával próbált önálló megélhetési forráshoz jutni. 1920 nyarán megszökött, de több hónapi gyaloglás után Szentpétervárnál, mint gyanús elemet, feltételezhető ellenforradalmárt letartóztatták és halálra ítélték. A kivégzést végül mégis sikerült elkerülnie: 1921 őszén, az akkori magyar–szovjet fogolycsere-akció keretében hazaengedték.
Hazatérve, megrendült idegállapotára hivatkozva nyugdíjazását kérte és visszavonult gazdálkodni nógrádsápi birtokára. Később viszont bekapcsolódott Nógrád vármegye társadalmi életébe, elsősorban mezőgazdasági és szociális jellegű megyei egyesületekben vállalt – több esetben vezető – szerepet, de 1938-ban például ő mondott emlékbeszédet a törvényhatósági bizottság ülésén gróf Tisza Istvánról is. Választmányi tagja volt a Gazdasági Egyesületek Országos Szövetségének, illetve a Tejtermelők Országos Szövetségének. 1939-ben parlamenti képviselőnek is megválasztották a sziráki választókerületben, a Magyar Élet Pártja jelöltjeként.

## Magánélete
Felesége felsőkubini Kubinyi Alice volt, aki 1896-ban született és Budapesten halt meg, 1985. február 15-én; hamvait Erdőtarcsán helyezték végső nyughelyükre.